# Chirosia sobaeksana
Chirosia sobaeksana este o specie de muște din genul Chirosia, familia Anthomyiidae. A fost descrisă pentru prima dată de Kae Kyoung Kwon și Suh în anul 1982. Conform Catalogue of Life specia Chirosia sobaeksana nu are subspecii cunoscute.